# 비키 매클루어
비키 매클루어(영어: Vicky McClure, 1983년 5월 8일 ~ )는 잉글랜드의 배우이다.

## 출연 작품

### 영화
- 2013년: 《허밍버드》 - 던 역
- 2013년: 《스벵갈리》 - 쉘 역

### 텔레비전
- 2013년: 《브로드처치 시즌1》 - 카렌 화이트 역